# Ana de Santana
Ana Paula de Jesus Faria Santana, kurz auch Ana de Santana oder Ana Koluki (* 20. Oktober 1960 in Gabela, Provinz Cuanza Sul, Portugiesisch-Angola), ist eine angolanische Dichterin und Schriftstellerin.

## Leben
Ana de Santana wurde am 20. Oktober 1960 im Kreis Gabela in der angolanischen Küstenprovinz Cuanza Sul geboren, wuchs jedoch mit ihrer Familie in der Hauptstadt Luanda auf. Sie studierte Wirtschaftswissenschaften in Lissabon sowie an der University of Westminster (BA), ihren Master in Wirtschaftsgeschichte und Entwicklungsstudien absolvierte sie an der Londoner School of Economics (LSE).
Seit 1985 ist Santana Mitglied im Schriftstellerverband Angolas, zunächst veröffentlichte sie in der angolanischen Zeitschrift Archote. 1986 veröffentlichte Santana ihre erste Gedichtssammlung mit dem Titel „Sabores, Odores e Sonho“ (dt.: Geschmäcker, Gerüchte und Träume). In ihren Gedichten reflektiert Santana die Zerrissenheit Angolas nach der Unabhängigkeit sowie die Hürden, Schwierigkeiten und Herausforderungen im Alltag. Diese Unwägbarkeiten und Zerrissenheiten zeigen sich auch in den abrupt endenden Versen der Gedichte Santanas.
Oyekan Owomoyela beschreibt in seinem Werk A History of Twentieth-century African Literatures Santana sowie die Autorin Ana Paula Tavares als besondere Individualistinnen in der angolanischen Literaturlandschaft der 1980er Jahre, die vor allem männlich geprägt gewesen sei. Luís Kandjimbo ordnet Santana zu einer Reihe von Schriftstellerinnen und Schriftstellern zu, die er die Generation der Ungewissheiten (Geração das Incertezas) nennt. Diese Generation pflege einen angstvollen, schmerzvollen und melancholischen Schreibstil. Kandjimbo rechnet dazu auch die Autoren João Maimona, José Eduardo Agualusa, Lopito Feijoó und João de Melo.